# Shirai Haruto
Shirai Haruto (白井 陽斗 Shirai Haruto, sinh ngày 23 tháng 10 năm 1999) là một cầu thủ bóng đá người Nhật Bản. Anh thi đấu cho Gamba Osaka ở J1 League as well as for their U-23 side ở J3 League.

## Sự nghiệp
Shirai Haruto gia nhập câu lạc bộ tại J1 League Gamba Osaka năm 2017.

## Thống kê sự nghiệp
Cập nhật gần đây nhất: 11 tháng 6 năm 2018
| Thành tích câu lạc bộ | Thành tích câu lạc bộ | Thành tích câu lạc bộ | Giải vô địch | Giải vô địch | Cúp                   | Cúp                   | Cúp Liên đoàn | Cúp Liên đoàn | Châu lục | Châu lục  | Khác    | Khác      | Tổng cộng | Tổng cộng |
| Mùa giải              | Câu lạc bộ            | Giải vô địch          | Số trận      | Bàn thắng    | Số trận               | Bàn thắng             | Số trận       | Bàn thắng     | Số trận  | Bàn thắng | Số trận | Bàn thắng | Số trận   | Bàn thắng |
| Nhật Bản              | Nhật Bản              | Nhật Bản              | Giải vô địch | Giải vô địch | Cúp Hoàng đế Nhật Bản | Cúp Hoàng đế Nhật Bản | Cúp Liên đoàn | Cúp Liên đoàn | Châu Á   | Châu Á    |         |           | Tổng cộng | Tổng cộng |
| --------------------- | --------------------- | --------------------- | ------------ | ------------ | --------------------- | --------------------- | ------------- | ------------- | -------- | --------- | ------- | --------- | --------- | --------- |
| 2018                  | Gamba Osaka           | J1                    | 0            | 0            | 0                     | 0                     | 0             | 0             | -        | -         | -       | -         | 0         | 0         |
| Tổng cộng sự nghiệp   | Tổng cộng sự nghiệp   | Tổng cộng sự nghiệp   | 0            | 0            | 0                     | 0                     | 0             | 0             | -        | -         | -       | -         | 0         | 0         |

Thành tích đội dự bị
Cập nhật gần đây nhất: 11 tháng 6 năm 2018
| Thành tích câu lạc bộ | Thành tích câu lạc bộ | Thành tích câu lạc bộ | Giải vô địch | Giải vô địch | Tổng cộng | Tổng cộng |
| Mùa giải              | Câu lạc bộ            | Giải vô địch          | Số trận      | Bàn thắng    | Số trận   | Bàn thắng |
| Nhật Bản              | Nhật Bản              | Nhật Bản              | Giải vô địch | Giải vô địch | Tổng cộng | Tổng cộng |
| --------------------- | --------------------- | --------------------- | ------------ | ------------ | --------- | --------- |
| 2017                  | U-23 Gamba Osaka      | J3                    | 18           | 2            | 18        | 2         |
| 2018                  | U-23 Gamba Osaka      | J3                    | 8            | 2            | 8         | 2         |
| Tổng cộng sự nghiệp   | Tổng cộng sự nghiệp   | Tổng cộng sự nghiệp   | 26           | 4            | 26        | 4         |